# Александър Якобсон
Вижте пояснителната страница за други личности с името Якобсон.
Александър Арнолдович Якобсон (на руски: Александр Арнольдович Якобсон) е руски дипломат, генерален консул в Солун, известен с пробългарската си дейност.

## Биография
Якобсон е статски съветник. От 1865 до 1869 година е младши, а от 1869 до 1871 година старши драгоман на руското консулство в румънската столица Букурещ. От 1871 до 1875 година е секретар на букурещкото консулство. От 1875 до 1881 година Якобсон е консул в Яш, а от 1879 до 1881 година едновременно е и управляващ руската мисия в Румъния. От 1881 до 1885 година Якобсон е генерален консул в Солун. Съпричастен е към усилията на българската общност в Солун за укрепване на местните училища и към други инициативи на българите, за разлика от руския посланик в Цариград Нелидов, който е по-резервиран.
Умира в Солун през 1885 година. Погребан е в руския атонски манастир „Свети Пантелеймон“.